# 板倉勝貞
板倉 勝貞（いたくら かつさだ）は、江戸時代後期の大名。備中国庭瀬藩の第8代藩主。官位は従五下・摂津守。重宣系板倉家9代。

## 略歴
第5代藩主・板倉勝喜の5男として誕生。

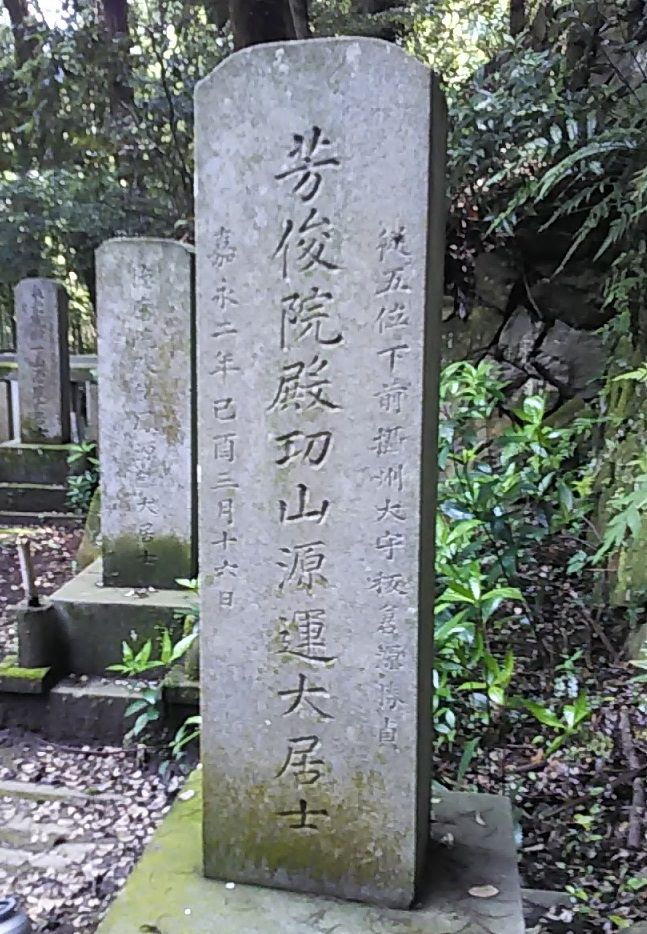
板倉勝貞の墓(西尾市長圓寺)

文政7年（1824年）11月15日、第11代将軍・徳川家斉に拝謁する。天保3年（1832年）閏11月21日、兄で先代藩主・板倉勝資の隠居により家督を継ぐ。同年12月16日、従五位下摂津守に叙任する。藩政に見るところもなく、嘉永元年（1848年）3月21日に家督を養嗣子の勝成に譲って隠居し、翌年3月16日に死去した。享年49。法号は芳俊院殿功山源運大居士。

## 系譜
- 父：板倉勝喜（1765-1842）
- 母：不詳
- 室：不詳
- 養子
  - 男子：板倉勝敬（1822-1845） - 板倉勝資の長男
  - 男子：板倉勝成（1821-1848） - 安藤信由の次男